# دوک‌نشین گاسکونی
دوک‌نشین گاسکونی یا دوک‌نشین واسکونیا (باسکی: Baskoniako dukerria; اکسیتان: ducat de Gasconha; فرانسوی: duché de Gascogne, duché de Vasconie‎) دوک‌نشینی واقع در جنوب‌غربی فرانسه امروزی و شمال شرقی اسپانیا بود که منطقه امروزی گاسکونی را در بر می‌گیرد. دوک‌نشین گاسکونی، که در آن زمان به نام «واسکونیا» شناخته می‌شد، در اصل یک لشکرکشی فرانکی بود که برای تسلط بر باسک‌ها در قرون وسطی تشکیل شد. با این حال، دوک‌نشین دوره‌های مختلفی را پشت سر گذاشت، از سال‌های اولیه با عنصر باسکی متمایز خود تا ادغام در اتحاد شخصی با دوک‌نشین آکیتن تا دوره بعدی به عنوان وابسته به پادشاهان پلانتاژنه انگلستان.
در طول جنگ صد ساله، شارل پنجم پادشاه فرانسه توانست تا سال ۱۳۸۰ بیشتر گاسکونی را فتح کرد و در زمان شارل هفتم در سال ۱۴۵۳ به‌طور کامل به پادشاهی فرانسه ملحق شد. بخش باقیمانده در شبه جزیره ایبری به پادشاهی باسک ناوارا تبدیل شد.